# Gundiali
Gundiali o Gundiala  fou un petit estat tributari del prant de Jhalawar a Kathiawar, a la presidència de Bombai.
Estava format per dos pobles, amb un únic tributari. La població el 1881 era de 916 habitants. Els ingressos s'estimaven el 1881 en 1200 lliures de les quals 140 eren pagades com a tribut al govern britànic.